# Lavandula multifida
Espèce
Lavandula multifida est une espèce de plantes à fleurs de la famille des Lamiaceae. C'est une lavande proche de la lavande stoéchade (Lavandula stoechas), qui en diffère essentiellement par la forme des feuilles, qui sont découpées, et des épis de fleurs, qui sont nettement plus réduits. 
L'ensemble de la plante est moins aromatique que la plupart des lavandes.
Cette espèce pousse dans le sud de la péninsule ibérique, en particulier dans la province de Malaga, en Andalousie. Dans cette région, cette plante est utilisée en décoction comme vermifuge.

## Liste des sous-espèces et variétés
Selon Tropicos (30 juin 2015) :
- sous-espèce Lavandula multifida subsp. canariensis (Mill.) Pit. & Proust
- variété Lavandula multifida var. abrotanoides (Lam.) Ball
- variété Lavandula multifida var. canariensis (Mill.) Kuntze
- variété Lavandula multifida var. heterotricha Sauvage
- variété Lavandula multifida var. homotricha Sauvage
- variété Lavandula multifida var. intermedia Ball
- variété Lavandula multifida var. minutolii (Bolle) Kuntze
- variété Lavandula multifida var. monostachya Lundmark
- variété Lavandula multifida var. pinnata (Lundmark) Kuntze
- variété Lavandula multifida var. polystachya Lundmark